# Васильевский район
Васи́льевский райо́н (укр. Василівський район) — административная единица Запорожской области Украины. Административный центр — Васильевка, крупнейшие города — Энергодар, Днепрорудное, Васильевка.

## Географическое положение
Район расположен в северо-западной части Запорожской области, общая площадь — 4293,5 квадратных километров (в старых границах до 2020 года — 1621,45 км²). Имеет границы:
- на юге с Мелитопольским,
- на западе — с Каховским районом Херсонской области,
- на севере — с Запорожским,
- на востоке — с Пологовским.

По территории района протекают реки: Каховское водохранилище (Днепр), Конка, Карачекрак, Янчекрак, Большая Белозёрка (Великая Белозёрка).

## История
Район образован в 1923 году.
17 июля 2020 года в результате административно-территориальной реформы район был укрупнён, в его состав вошли территории:
- Васильевского района,
- Великобелозёрского района,
- Каменско-Днепровского района,
- Михайловского района,
- Токмакского района (частично),
- а также города областного значения Энергодар и Днепрорудное.

В 2022 году бо́льшая часть района была оккупирована российскими войсками в ходе вторжения России в Украину.

## Население
Численность населения района в укрупнённых границах — 188,7 тыс. человек.
Численность населения района в границах до 17 июля 2020 года по состоянию на 1 января 2020 года — 60 962 человека, из них городского населения — 35 560 человек, сельского — 25 402 человека. По данным переписи 2001 года, численность населения составляла 74 864 человека, на 1 января 2013 года — 65 499 человек.

## Административное устройство
Район в укрупнённых границах с 17 июля 2020 года делится на 11 территориальных общин (громад), в том числе 4 городские, 2 поселковые и 5 сельских общин (в скобках — их административные центры):
- Городские:
  - Васильевская городская община (город Васильевка),
  - Днепрорудненская городская община (город Днепрорудное),
  - Каменско-Днепровская городская община (город Каменка-Днепровская),
  - Энергодарская городская община (город Энергодар);
- Поселковые:
  - Михайловская поселковая община (пгт Михайловка),
  - Степногорская поселковая община (пгт Степногорск),
- Сельские:
  - Благовещенская сельская община (село Благовещенка),
  - Великобелозёрская сельская община (село Великая Белозёрка),
  - Водянская сельская община (село Водяное),
  - Малобелозёрская сельская община (село Малая Белозёрка),
  - Раздольская сельская община (село Раздол).

### История деления района

Район в старых границах до 17 июля 2020 года

Район в старых границах до 17 июля 2020 года включал в себя:
| - Городских советов: 2 - Поселковых советов: 1 - Сельских советов: 11 | - Городов: 2 - Посёлков городского типа: 1 - Сёл: 35 |

Местные советы (в старых границах до 17 июля 2020 года)
| - Васильевский городской совет - Днепрорудненский городской совет - Степногорский поселковый совет - Балковский сельский совет - Каменский сельский совет - Верхнекриничанский сельский совет - Луговский сельский совет | - Малобелозёрский сельский совет - Орлянский сельский совет - Подгорненский сельский совет - Приморский сельский совет - Пятихатский сельский совет - Скельковский сельский совет - Широковский сельский совет |

Населённые пункты (в старых границах до 17 июля 2020 года)
| с. Балки г. Васильевка с. Верхняя Криница с. Видножино с. Гладкое с. Грозовое г. Днепрорудное с. Долинка с. Жеребянки с. Зелёный Гай | с. Златополь с. Каменское с. Коновалова с. Лесное с. Лобковое с. Луговое с. Лукьяновское с. Малая Белозёрка с. Малые Щербаки с. Маячка | с. Новобелозёрка с. Орлянское с. Павловка с. Переможное с. Першотравневое с. Плавни с. Подгорное с. Приморское с. Пятихатки с. Скельки | пгт Степногорск с. Степовое с. Терноватое с. Тополиное с. Ульяновка с. Шевченко с. Широкое с. Ясная Поляна |

## Археологические памятники
- Гайманова могила